# Cojocna, Cluj
Cojocna este satul de reședință al comunei cu același nume din județul Cluj, Transilvania, România.

## Vechea salină
Masivul de sare este alungit pe direcția nord-vest/sud-est, cu axa mare de 1,5 km, axa mică de 0,8-1 km și grosimea de 0,5-1 km. Sarea se găsește foarte aproape de suprafață (stratele acoperitoare au grosimi maxime de 6-10 m). Aici se află lacuri saline formate deasupra ocnelor părăsite ale unor mine de sare, atestate documentar din secolul al XII-lea și folosite din perioada romană până în Evul Mediu.
În anul 1780 la Cojocna existau următoarele ocne ogivale de sare:

- "Die grosse Grube" ("Ocna Mare"): 89 m adâncime, 184 m perimetru bazal.

- "Die kleine Grube" ("Ocna Mică"): 44 m adâncime, 124 m perimetru bazal (amenințată de surpare).
O veche mină de sare, părăsită de multă vreme, a fost umplută în secolul al XVIII-lea cu apa unui pârâu, intenționat deviat. Umplerea ocnei cu apă a durat 2 ani și 4 luni.
Activitatea Salinei Cojocna a fost sistată temporar la 1 noiembrie 1852, fiind pentru scurt timp redeschisă în 1873.
Se cunosc 8 mine vechi, in Valea Sósrét ("Ocna Gabrieli") și în partea vestică deluroasă ("Ocna Nepomuceni" și altele). La vizita făcută la "Ocna Nepomuceni" de către Paul Maria Partsch (înainte de 1863), aceasta avea o adâncime totală de 47 m, o lungime de 75 m și o lățime de 19 m. Avea probleme mari cu infiltrațiile de apă.
Ulterior, minele vechi s-au prăbușit, transformându-se în lacuri sărate, apa acestora dobândind proprietăți terapeutice.

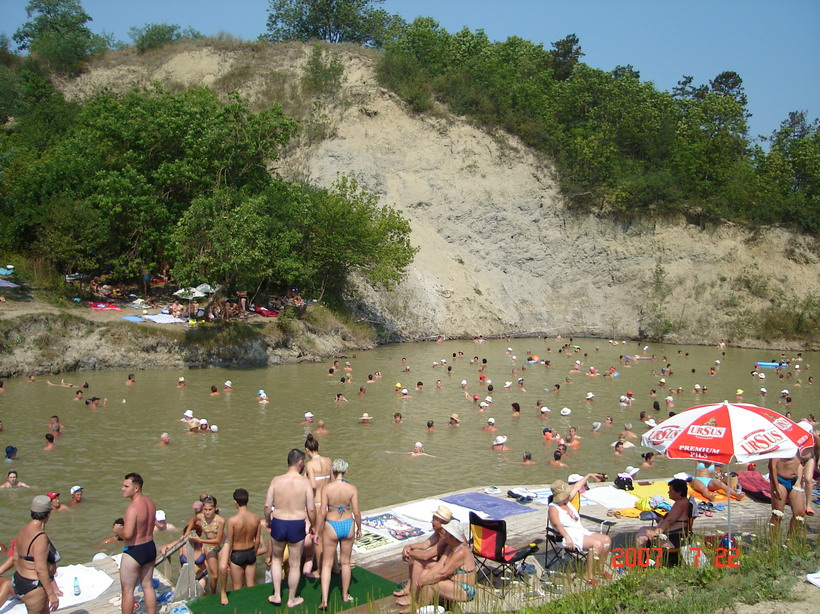
Lacul sărat de la Cojocna

## Băile și lacurile
Sunt situate în partea estică a comunei, pe versantul stâng al pârâului Valea Sărată, la o altitudine de 340 m. Climatul blând al stațiunii și cele două lacuri sărate (Lacul Toroc-Durgău și Lacul Mare-Băilor) constituie un loc propice pentru tratarea multor afecțiuni. Stațiunea pune la dispoziția oaspeților băi reci și calde. Pentru băile calde există bazine amenajate pe locul vechilor ocne de sare.

## Vezi și

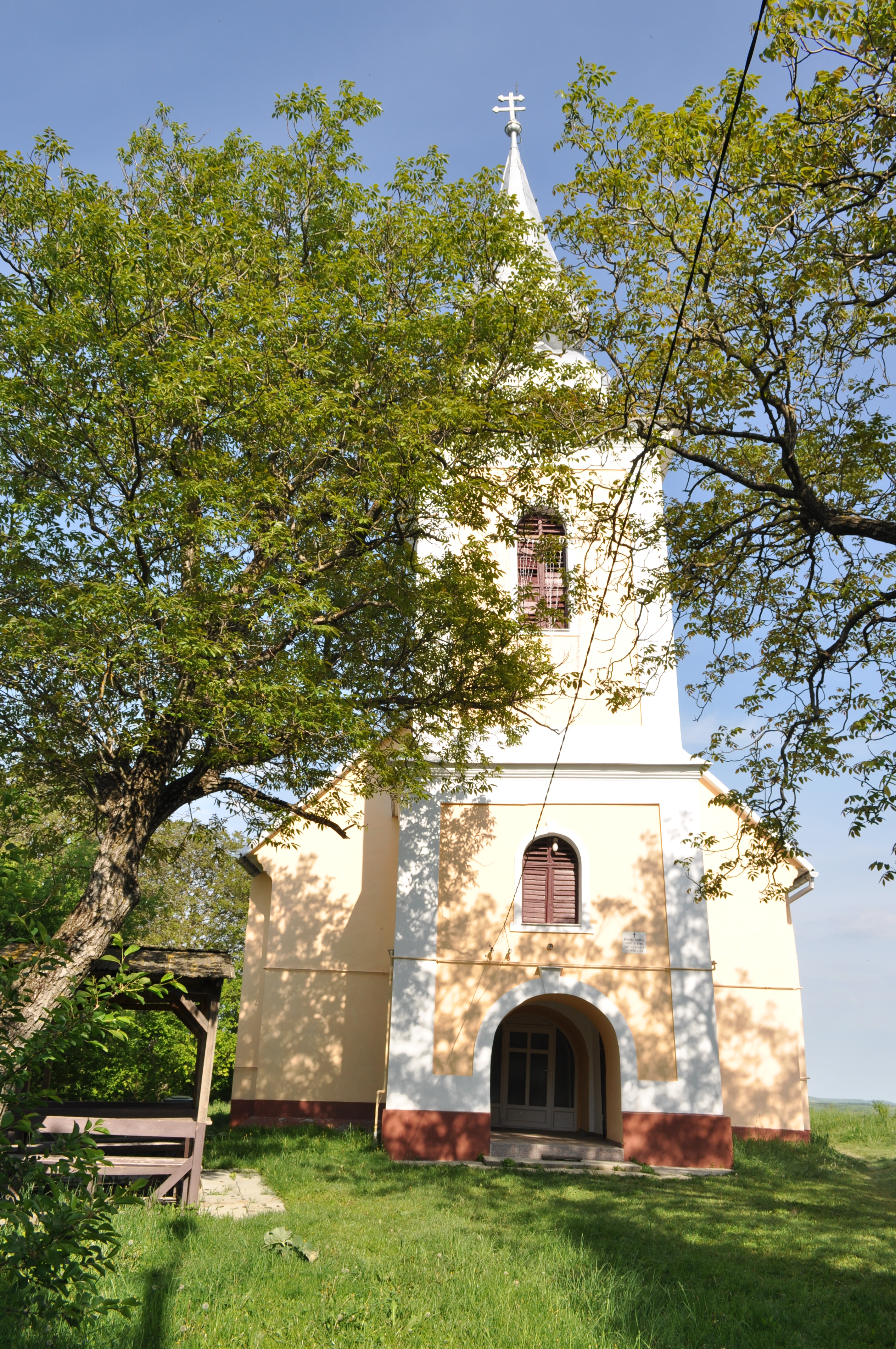
Biserica greco-catolică din Cojocna, ridicată de Ioan Hațeganu, tatăl academicianului Iuliu Hațieganu, în anul 1901

## Galerie de imagini

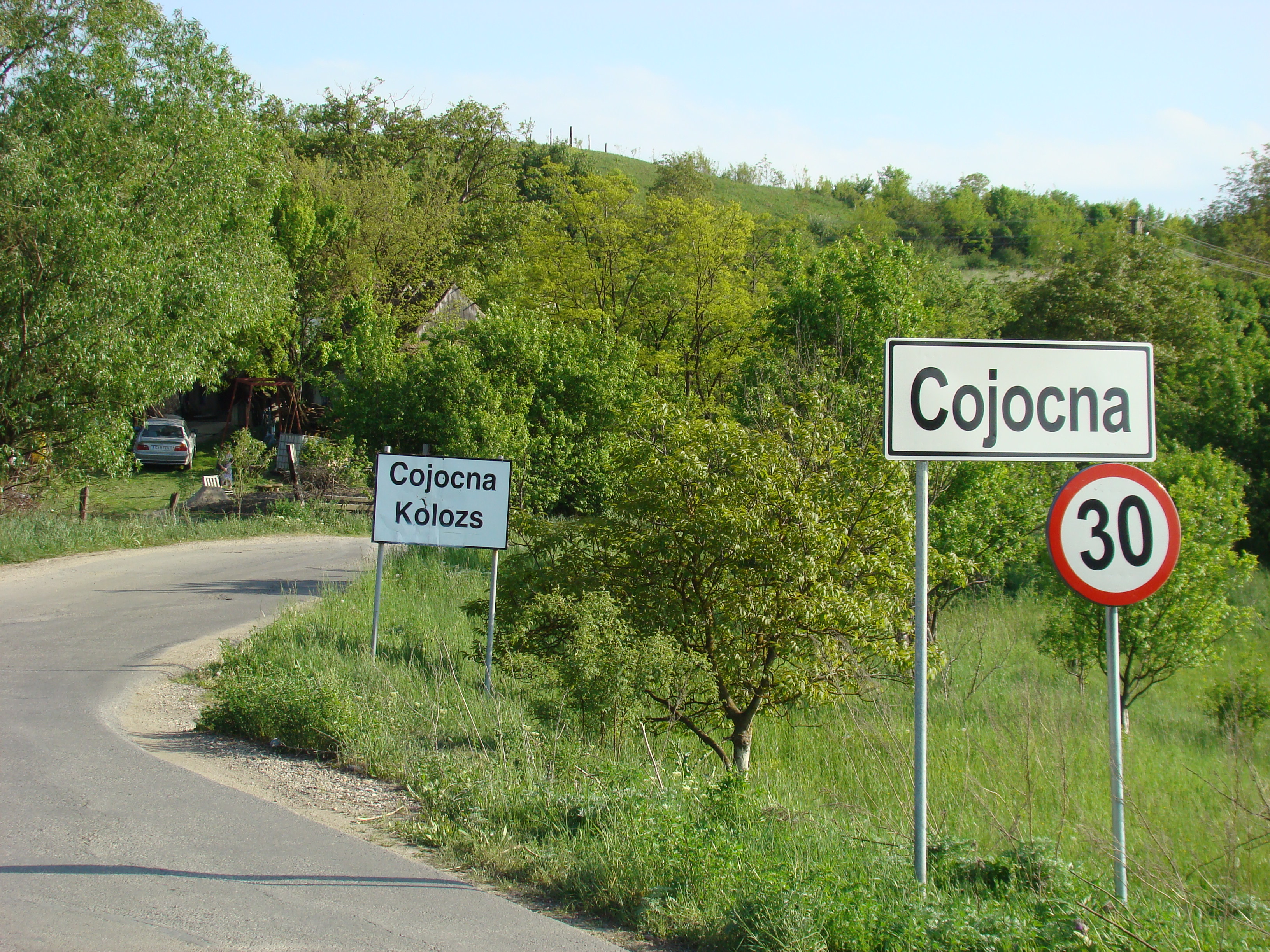
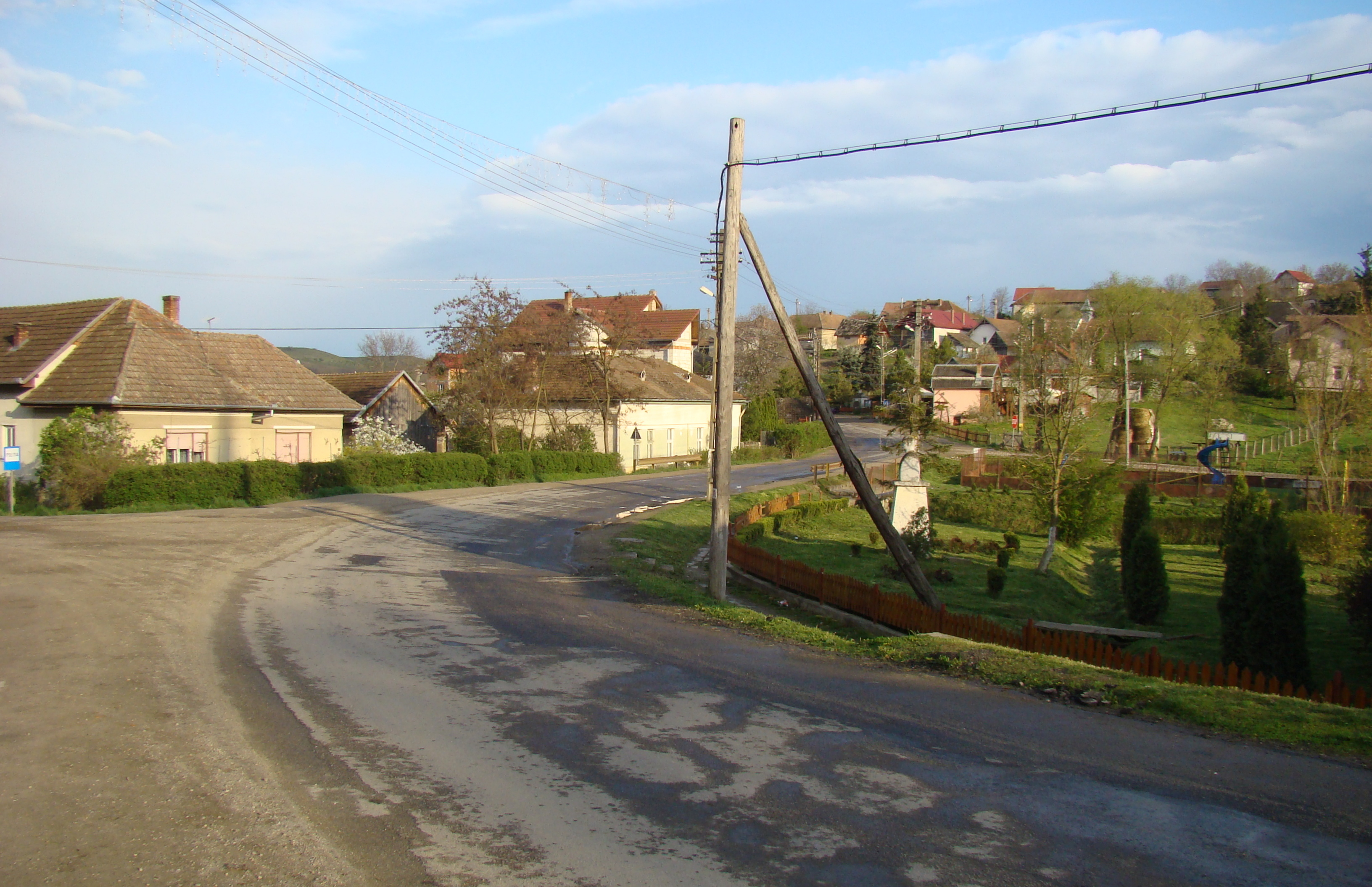
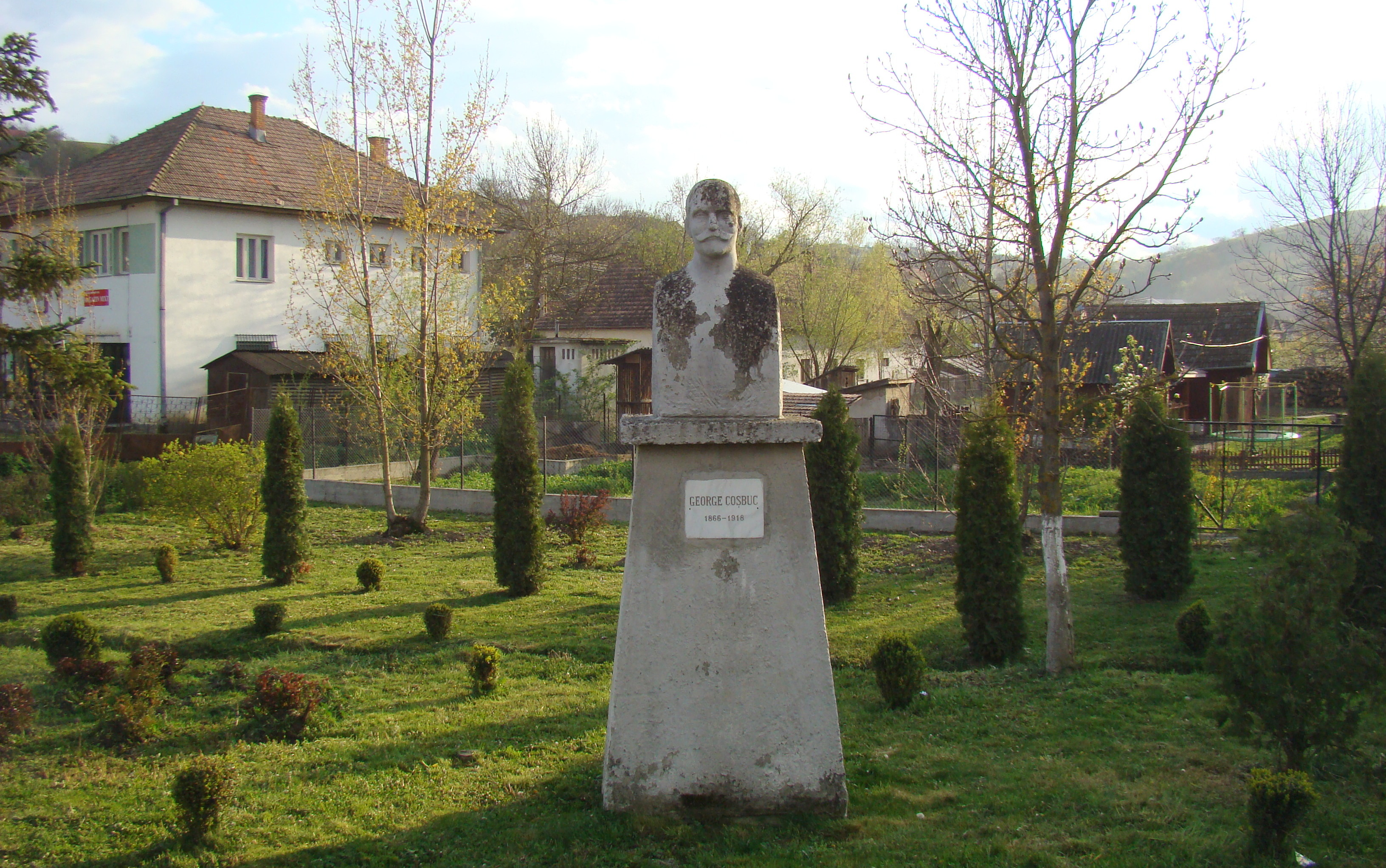
Bustul lui George Coșbuc
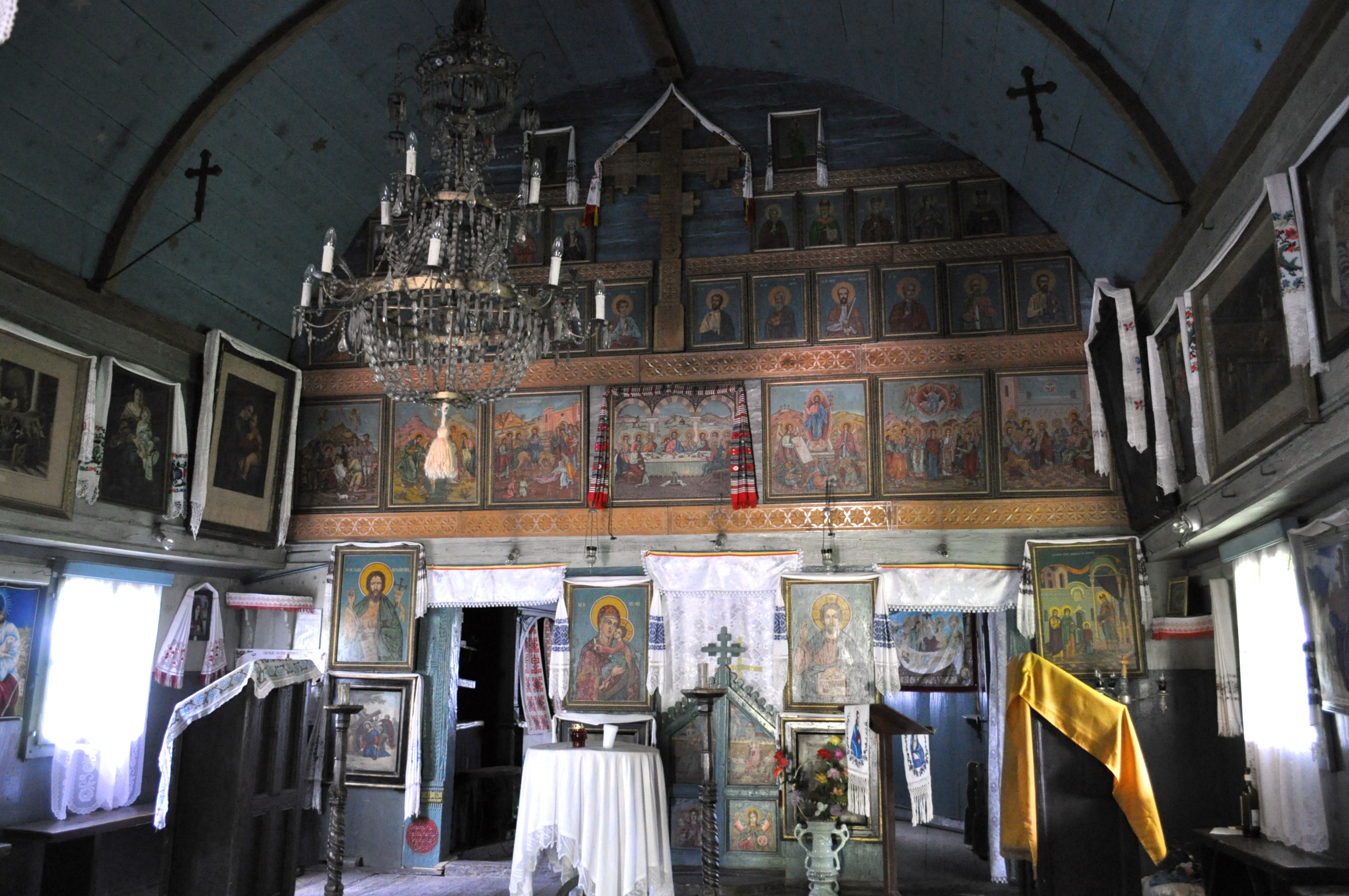
Biserica de lemn (monument istoric)
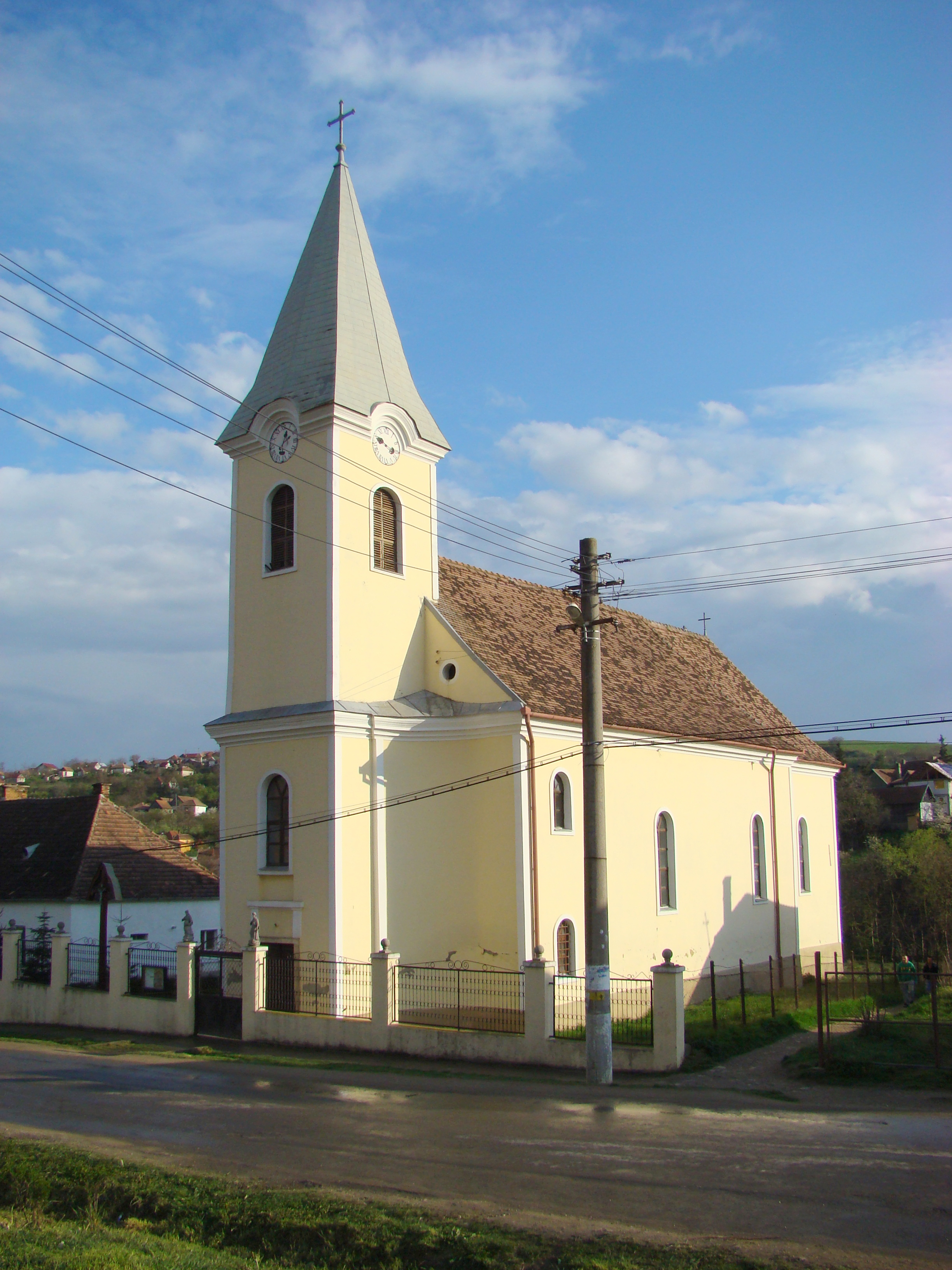
Biserica romano-catolică
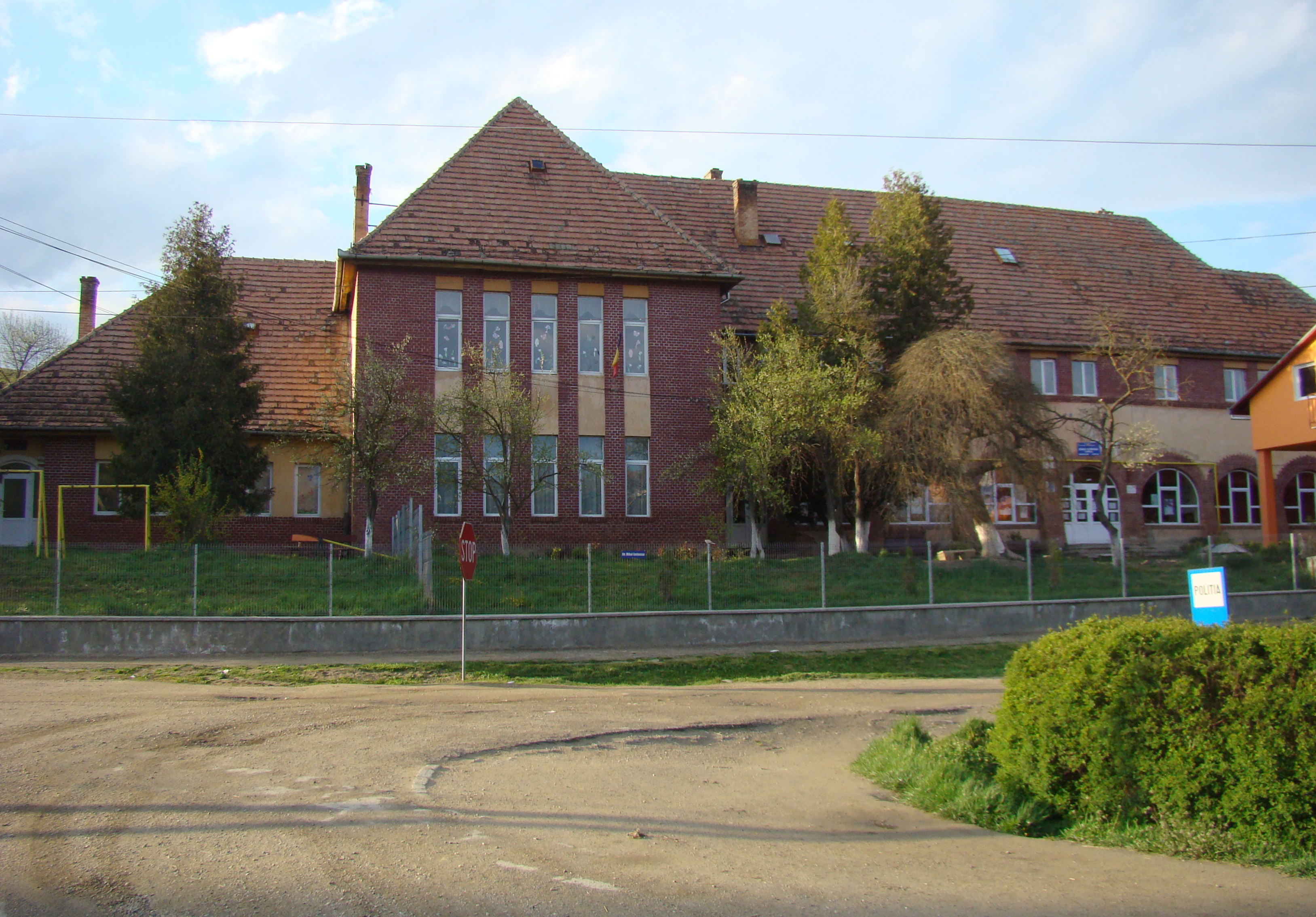
Școala
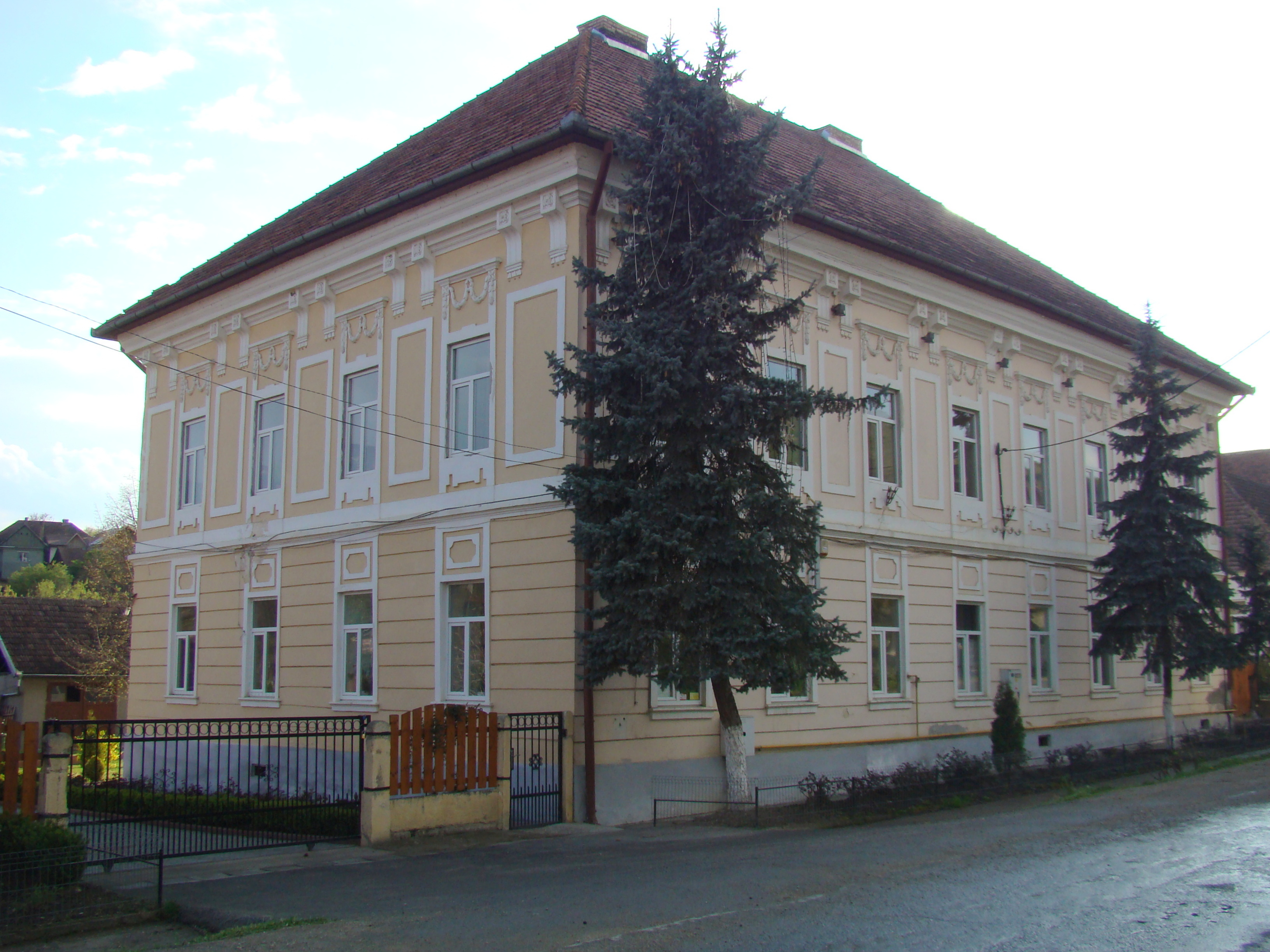
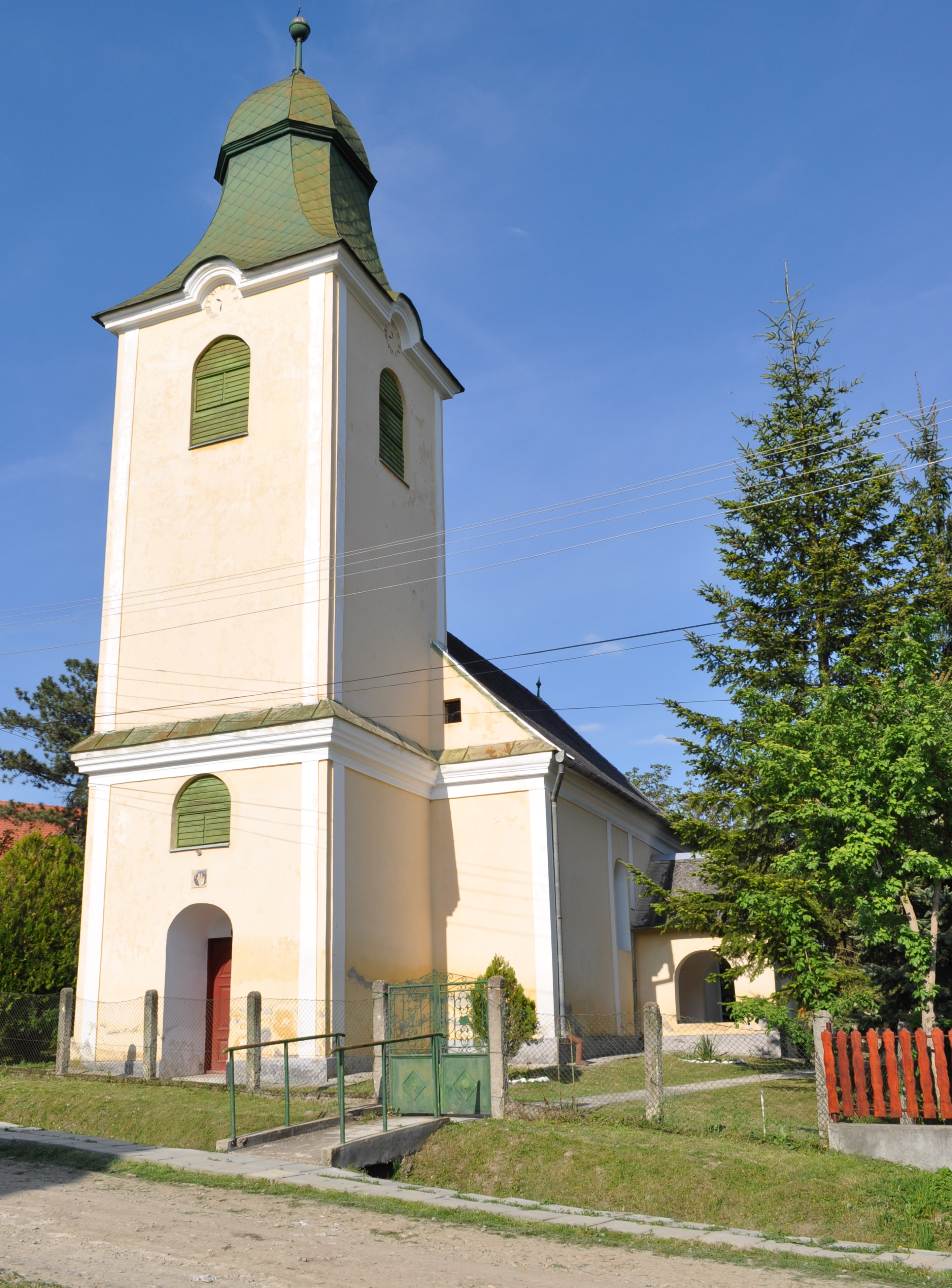
Biserica unitariană (1821)